# Elasmias jaurffreti
Elasmias jaurffreti е вид коремоного от семейство Achatinellidae.

## Разпространение
Видът е разпространен в Мавриций.